# Streptococcus pneumoniae

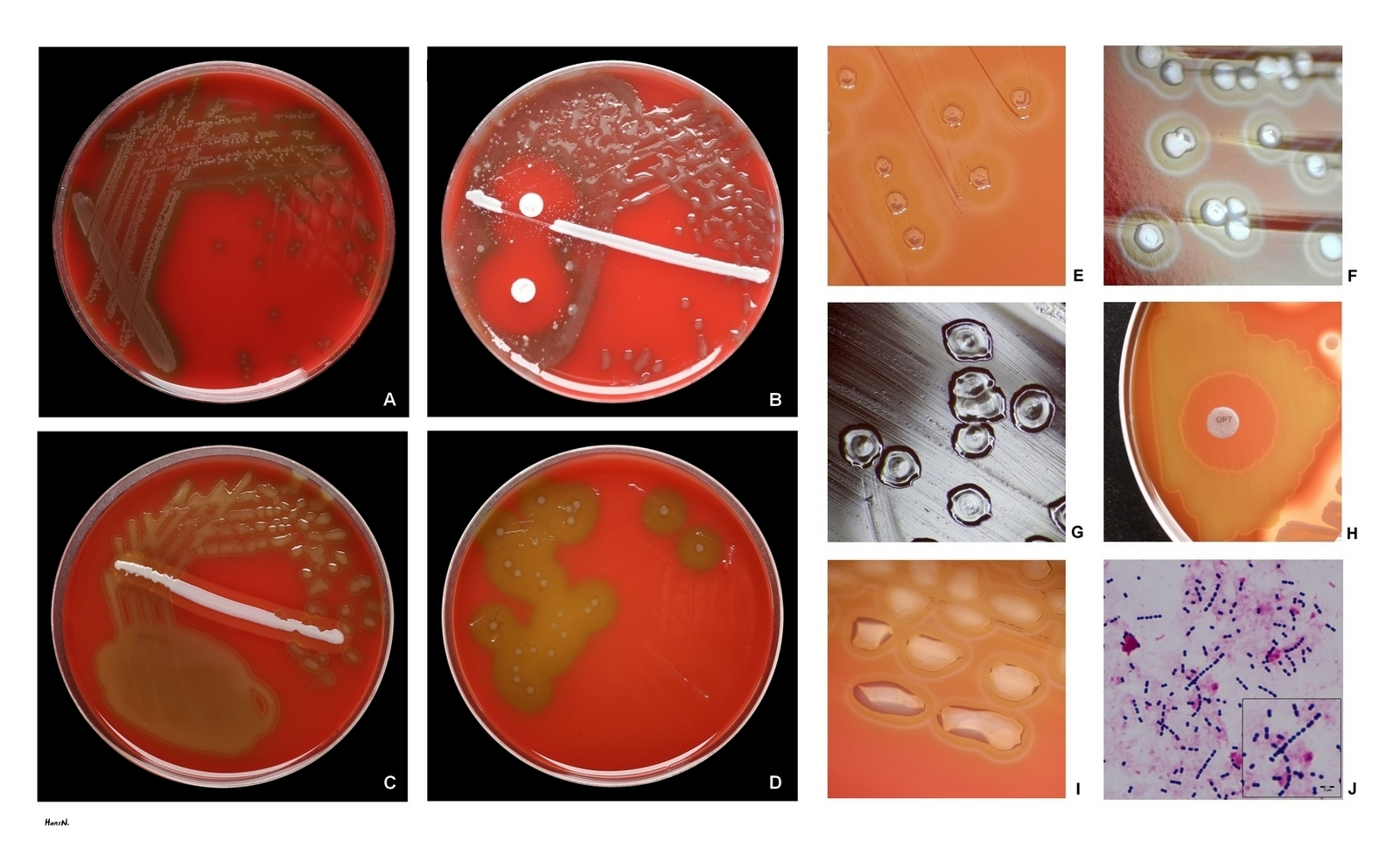
S.pneumoniae na krevním agaru

Streptococcus pneumoniae, též pneumokok, je grampozitivní alfa-hemolytický, aerotolerantní anaerobní kok z rodu Streptococcus. Tato bakterie je významným lidským patogenem, byla identifikována jako hlavní příčina pneumonie konce 19. století a je předmětem mnoha studií humorální imunity.
Navzdory svému názvu tento mikrob způsobuje, kromě pneumonie, řadu dalších onemocnění, jako je akutní sinusitida, zánět středního ucha, meningitida, bakteriémie, sepse, osteomyelitida, septická artritida, endokarditida, peritonitida, perikarditida, celulitida a mozkový absces.
S. pneumoniae je nejčastější příčinou bakteriální meningitidy u dospělých, dětí a psů. Je jedním ze dvou nejčastějších izolátů při infekčním zánětu středního ucha. Pneumokoková pneumonie je častá u velmi mladých a velmi starých lidí, očkování těchto skupin je v ČR hrazeno z veřejného zdravotního pojištění.
S. pneumoniae lze odlišovat od Streptococcus viridans (některé z těchto koků jsou též alfa-hemolytické) pomocí optochinového testu – S. pneumoniae je na optochin citlivý. S. pneumoniae lze odlišit také na základě jeho citlivosti na lýzu žlučí. Zapouzdřené, grampozitivní kokoidní bakterie mají při Gramově barvení odlišnou morfologii, tzv. obloukovité diplokoky. Mají polysacharidové pouzdro, které působí jako faktor virulence pro organismus; je známo více než 90 různých serotypů, lišících se virulencí, prevalencí a mírou antibiotické rezistence.
Streptococcus pneumoniae je usídlena v horních cestách dýchacích u dětí. Pokud se nalézá v nosu, ústech či hrdle), pak je vše pod kontrolou. Jestliže se však bakterie přesune jinam, hrozí zánět středního ucha, anebo dokonce život ohrožující infekce jako meningitida nebo zápal plic. Dle současných známých informací bakterie fungují v cyklech, kdy se kolonie Streptococca pneumoniae postupně ztrácí a následně se objevuje a znovu osídlí horní dýchací cesty. V současnosti si stále vědci nejsou přesně jisti, jak probíhá samočištění od této bakterie.